# Il segreto di Chimneys
Il segreto di Chimneys (titolo orig. The Secret of Chimneys) è un romanzo poliziesco di Agatha Christie, pubblicato nel giugno 1925. Vi compaiono per la prima volta l'Ispettore capo Battle (poi promosso a Sovrintendente), un personaggio che la Christie riproporrà in altri quattro romanzi, e Lady Eileen "Bundle" Brent, protagonista anche del successivo  libro I sette quadranti (1929).
Su richiesta di George Lomax, Lord Caterham accetta con riluttanza di ospitare una festa nel fine settimana a casa sua, il Castello di Chimneys, una tra le magioni più antiche d'Inghilterra. Un omicidio avviene nella residenza, che diventa così il centro di una settimana di eventi frenetici, con la polizia tra gli ospiti.

## Trama
Dopo essersi incontrati a Bulawayo, Anthony Cade accetta due incarichi datigli dal suo amico James McGrath: parte per Londra per consegnare il manoscritto delle memorie del primo ministro di Herzoslovakia a un editore e per restituire alcune compromettenti lettere scritte da Virginia Revel al Capitano O’Neil. 
In Inghilterra, il politico George Lomax convince Lord Caterham a organizzare una festa nella residenza di Chimneys. Nel frattempo, il signor Cade arriva a Londra, dove diversi uomini cercano di impossessarsi del manoscritto pensando che vi possa essere scritto qualcosa di pericoloso che possa ostacolare il ritorno della monarchia in Herzoslovakia. Durante la notte le lettere vengono rubate dalla stanza di Cade dal suo cameriere, il quale si dirige a casa della signora Revel per ricattarla: la signora accetta di pagare in cambio del silenzio, promettendogli una cifra maggiore il giorno seguente. All’indomani, però, il cameriere viene ritrovato morto a casa della signora Revel e il signor Cade decide di fare in modo che la polizia ritrovi il corpo in un altro posto, per evitare uno scandalo.
La signora parte dunque per Chimneys, seguita da Cade, ed arriva proprio nel momento in cui l’erede al trono di Herzoslovakia, il principe Michael Obolovitch, viene assassinato. Il sovrintendente Battle giunge a Chimneys per investigare e viene raggiunto da Monsieur Lemoine che si trova, invece, sulle tracce di Re Victor, un famoso ladro di gioielli. 

## Personaggi
- Anthony Cade, moderno cavaliere di ventura
- Jimmy McGrath, cercatore d'oro
- George Lomax, funzionario del Ministero degli Esteri inglese
- Bill Eversleigh, segretario di Lomax
- Virginia Revel, affascinante aristocratica e cugina di Lomax
- Lord Caterham, marchese e proprietario di Chimneys
- Lady Eileen, figlia di Lord Caterham
- Re Victor, ladro di gioielli internazionale
- Battle, ispettore capo di Scotland Yard
- Lemoine, investigatore francese
- Herman Isaacstein, finanziere
- Badgworthy, ispettore di polizia
- Hiram Fish, investigatore americano

## Adattamenti

### Televisione
- Il segreto di Chimney (2010), 5x02 serie tv Agatha Christie's Marple o Marple, per la regia di John Strickland. (Miss Marple viene interpretata dalla quarta stagione da Julia McKenzie)[2]

### Teatro
- Spettacolo teatrale scritto nel 1931, ma rappresentato solo nel 2003.

### Graphic Novel
- Le Secret de Chimneys, adattato da François Rivière e illustrato da Laurence Suhner, in Francia nel 2002; pubblicato nel Regno Unito nel 2007 per HarperCollins.

## Edizioni italiane
- Il segreto di Chimneys, traduzione di Alberto Tedeschi, Collana I Libri Gialli n.64, Milano, Arnoldo Mondadori Editore, 4 giugno 1949. - Collana Oscar n.1826 (Oscar Gialli n.136), Mondadori, marzo 1985; Collana Oscar Narrativa (Scrittori del Novecento) n.1518, Mondadori, 1989-1996; Collezione I Grandi Gialli di Agatha Christie, Milano, Hachette, 2002.
- Il segreto di Chimneys, traduzione di Alberto Tedeschi, Collana I Classici del Giallo Mondadori n.374, Milano, Mondadori, maggio 1981. - con I sette quadranti, ed. illustrata e annotata da Gianni Rizzoni, Collezione Agatha Christie, Milano, Club degli Editori, 1997.
- Il segreto di Chimneys, in Cinque romanzi. 1920-1925, Collezione I Cinque, Milano, Mondadori, 1995, ISBN 88-04-39656-3; Trezzano sul Naviglio, Euroclub, 1995.
- Il segreto di Chimneys, traduzione di Elena Traina, Collana Oscar Moderni, Milano, Mondadori, 2019, ISBN 978-88-047-1630-3.